# Округ Медисон (Вирџинија)
Округ Медисон (енгл. Madison County) је округ у америчкој савезној држави Вирџинија.

## Демографија
По попису из 2010. године број становника је 13.308, што је 788 (6,3%) становника више него 2000. године.
| Група             | 2000.          | 2010.          |
| Белци             | 10.800 (86,3%) | 11.394 (85,6%) |
| Афроамериканци    | 1.429 (11,4%)  | 1.302 (9,8%)   |
| Азијати           | 63 (0,5%)      | 74 (0,6%)      |
| Хиспаноамериканци | 96 (0,8%)      | 236 (1,8%)     |
| Укупно            | 12.520         | 13.308         |